# Kleinst waterhoen
Het kleinst waterhoen (Zapornia pusilla synoniem: Porzana pusilla) is een kleine moerasvogel uit de familie van rallen (Rallidae). Het kleinst waterhoen is een moerasvogel die qua gedrag en uiterlijk vergelijkbaar is met de waterral.

## Kenmerken
De vogel is 16 tot 18 cm lang. Het verenkleed lijkt op dat van een miniatuuruitvoering van de waterral (23 tot 26 cm lang). De vogel is grijsblauw van onder en dofbruin met zwarte streepjes van boven. Daardoor lijkt het kleinst waterhoen ook sterk op het mannetje van het klein waterhoen, dat bijna even groot is. Het kleinst waterhoen heeft echter geen rode snavelbasis, heeft meer strepen op de onderbuik en heeft kortere slagpennen. Kleinst waterhoen heeft vleeskleurige poten.

## Verspreiding en leefgebied
Het is een verborgen levende vogel van zoetwatermoerassen en plassengebieden met zeggen en riet. De vogel komt behalve in West-Europa en Noord-Afrika ook voor in delen van Azië, Zuid-Afrika, Australië, Nieuw-Guinea en Nieuw-Zeeland. Er zijn zes ondersoorten:
- Z. p. intermedia: westelijk Europa, Afrika en Madagaskar.
- Z. p. pusilla: van oostelijk Europa tot centraal en oostelijk Azië.
- Z. p. mira: Borneo.
- Z. p. mayri: centraal Nieuw-Guinea.
- Z. p. palustris: zuidoostelijk Nieuw-Guinea en Australië.
- Z. p. affinis: Nieuw-Zeeland.

## Status
Het kleinst waterhoen heeft een groot verspreidingsgebied en daardoor is de kans op de status kwetsbaar (voor uitsterven) gering. De grootte van de populatie werd in 2015 geschat op 0,5-1 miljoen volwassen individuen, maar over trends is niets bekend. Om deze redenen staat het kleinst waterhoen als niet bedreigd op de Rode Lijst van de IUCN, maar valt wel onder het AEWA-verdrag.
Het leefgebied van de vogel wordt echter aangetast door een groot aantal ontwikkelingen zoals waterpeilbeheersing en het droogleggen van moerassen voor agrarisch gebruik.

## Status in Nederland
In de periode 1900-1996 zijn er in Nederland ca. 50 bevestigde waarnemingen met maximaal 3 per jaar, waaronder 12 bevestigde broedgevallen. Volgens SOVON waren er naar schatting 2-9 broedparen in de periode 1998-2000 en waarnemingen op meer dan 20 locaties. In 2005 en 2009 waren er weer bevestigde broedgevallen in het Hollands-Utrechtse plassengebied. SOVON telde in 2012 37 broedparen.

In 2004 is het kleinst waterhoen als verdwenen uit Nederland op de Nederlandse rode lijst gekomen; mogelijk verandert deze status bij een herziening van de rode lijst.

## Video
- Porzana pusilla